# Biron von Curland

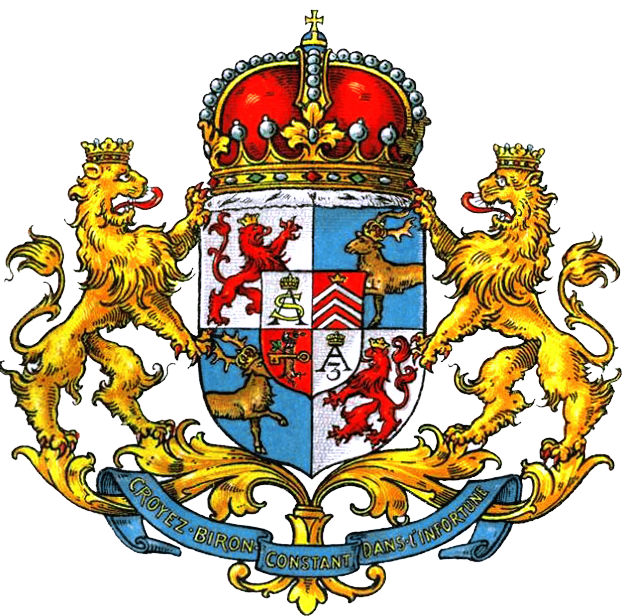
Wappen der herzoglichen Familie Biron von Curland

Biron von Curland ist ein kurländisches Adelsgeschlecht, das auch in Schlesien und Böhmen ansässig wurde. Zweige der Familie bestehen bis heute.

## Ursprünge und Herkunft
Die aus Westfalen eingewanderte Familie Bühren, möglicherweise aus Büren, ließ sich um 1564 in Kurland nieder. In Kalnzeem (heute Lettland) hatte die Familie ein Gut. Im Jahr 1638 wurde die Familie durch den polnischen König geadelt und nannte sich fortan von Bühren. Bedeutung erlangte sie erstmals unter Ernst Johann von Biron, der 1690 als zweiter Sohn des Gutsbesitzers Karl von Bühren geboren wurde und den Familiennamen in Biron abwandelte, im Anklang an die französischen Herzöge de Biron.

## Politischer Aufstieg

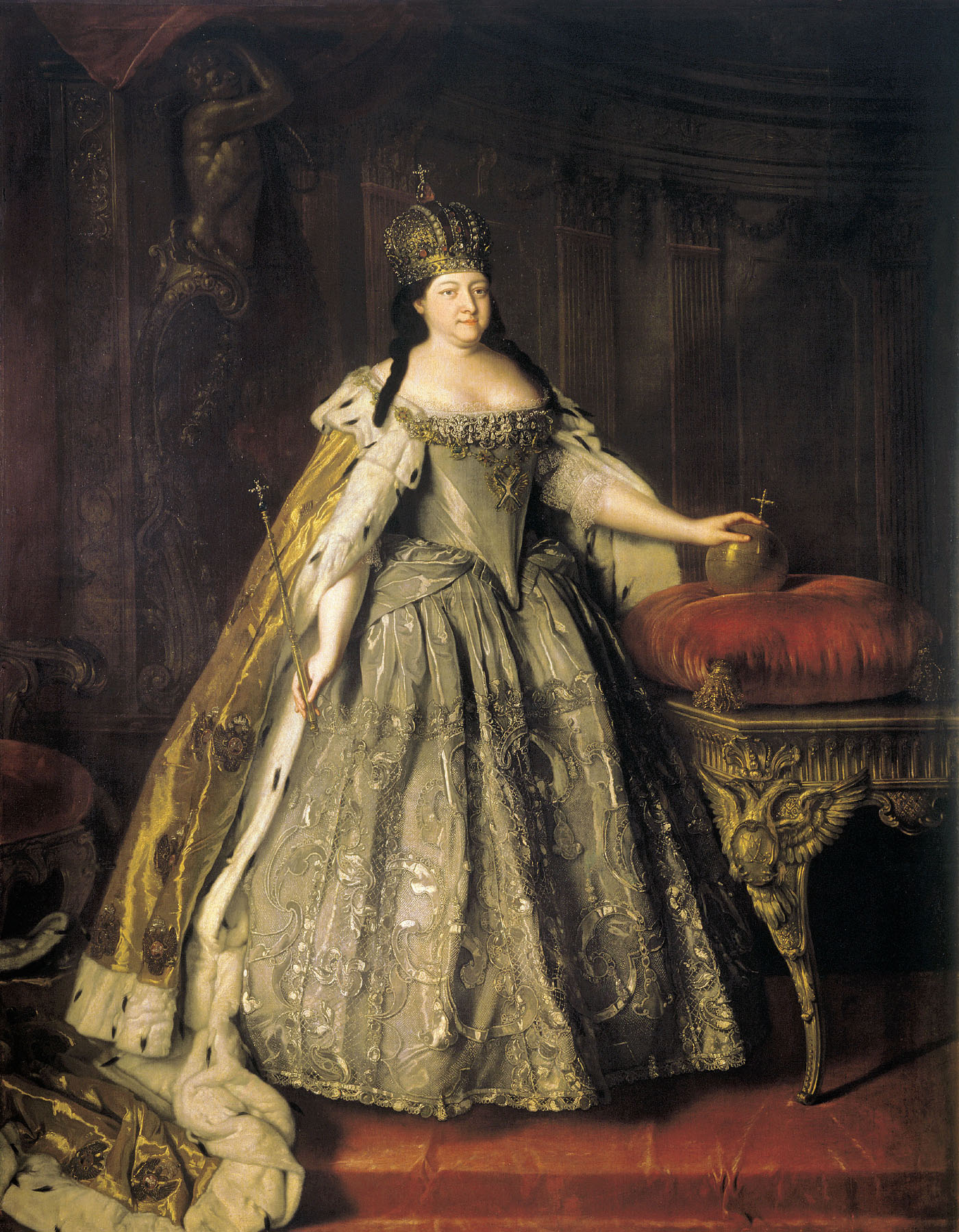
Zarin Anna (1693–1740)

Im Jahr 1730 erfolgte die Erhebung in den russischen Grafenstand durch Zarin Anna Iwanowna. Sie übertrug ihrem Favoriten Ernst Johann von Biron das Amt eines kaiserlichen Oberkammerherrn am russischen Hofe. Er wurde somit einer der mächtigsten Männer Russlands. Im selben Jahr erfolgte die Erhebung in den Reichsgrafenstand durch den deutschen Kaiser.
1737 wurde Ernst Johann von Biron zum Nachfolger des verstorbenen Herzogs Ferdinand von Kurland und Semgallen gewählt. Da Kurland ein polnischer Vasallenstaat war, war die Bestätigung der Ernennung durch den polnischen König erforderlich, die von König August III. kurz darauf erfolgte. Dieses Regierungsamt übte das Haus Biron von Curland bis 1795 aus, jedoch mit Unterbrechungen. Nach Annas Tod wurde Biron 1740 als faktischer Regierungschef Russlands gestürzt und nach Sibirien verbannt. Unter Zarin Elisabeth wurde er ein Jahr später befreit, jedoch erst von Zarin Katharina II. 1763 wieder als regierender Herzog in Kurland installiert. 1769 übergab er das Amt an seinen Sohn Peter von Biron; er starb 1772 in der Residenz Mitau.
Durch die dritte Teilung Polens 1795 entfiel die Lehnshoheit des polnischen Königs August Poniatowski und Kurland wurde Russland einverleibt. Herzog Peter von Kurland wurde nun von Zarin Katharina zur Abdankung gezwungen, wobei ihm eine jährliche Rente von 25.000 Dukaten und ein Wittum für seine Gemahlin zugesprochen wurden. Für seine kurländischen Besitzungen erhielt er zwei Millionen Rubel. Anschließend begab er sich mit seiner Familie in sein 1786 erworbenes Titular-Herzogtum Sagan im preußischen Schlesien. In Niederschlesien hatte bereits sein Vater 1734 die Freie Standesherrschaft Groß Wartenberg erworben, die dessen zweiter Sohn Carl Ernst erbte. Peter kaufte mittels seiner russischen Abfindung und Rente nun nacheinander Residenzen in Berlin und Prag, die Herrschaften Deutsch Wartenberg und Nettkow in Niederschlesien sowie die Herrschaften Nachod und Chwalkowitz in Böhmen. Seine vier – skandalumwitterten – Töchter erbten all diese Besitzungen. Seinem Neffen Gustav Kalixt von Biron blieb lediglich der vom Großvater herrührende schlesische Besitz Groß Wartenberg, der seinen Nachfahren 1945 enteignet wurde. Diese führen bis heute den Nachnamen Prinz bzw. Prinzessin Biron von Curland und das obsolete Prädikat Durchlaucht (siehe Stammtafel).

## Persönlichkeiten (Auswahl)
- Ernst Johann von Biron (1690–1772), seit 1730 Reichsgraf, 1737–1769 Herzog von Kurland und Semgallen ⚭ Benigna Gottliebe von Trotta gen. Treyden
  - Peter von Biron (1724–1800), Reichsgraf, 1769–1795 Herzog von Kurland und Semgallen, ab 1786 Herzog von Sagan ⚭ Dorothea Gräfin von Medem
    - Wilhelmine von Biron (1781–1839), Prinzessin von Kurland, Herzogin von Sagan (1800–1839) ⚭ I. Prinz Louis von Rohan (1768–1836), ⚭ II. Fürst Wassili Trubetzkoi (1776–1841), ⚭ III. Graf Carl Rudolf von der Schulenburg (1788–1856)
    - Pauline von Biron (1782–1845), Prinzessin von Kurland, Herzogin von Sagan (1839–1845) ⚭ Fürst Friedrich von Hohenzollern-Hechingen
    - Johanna Katharina (1783–1876) ⚭ Francesco Pignatelli, Herzog von Acerenza, Fürst von Belmonte
    - Dorothea von Biron (1793–1862), Herzogin von Dino (1817), Herzogin von Sagan (1842 von ihrer Schwester Pauline erworben; 1845 Erhebung zur Herzogin von Sagan, blieb es bis zu ihrem Tode 1862) ⚭ Graf Edmond de Talleyrand-Périgord, ab 1838 Herzog von Talleyrand. Das Herzogtum Sagan fiel 1862 an ihren Sohn Napoléon-Louis (1811–1898)

  - Hedwig Elisabeth von Biron (1727–1793) ⚭ Baron Alexander Tscherkassow († 1788)
  - Carl Ernst, Prinz Biron von Curland (1728–1801) ⚭ Apollonia Lodzia-Poninska (1760–1800)
    - Gustav Kalixt von Biron (1780–1821), Fürst von Biron-Wartenberg, Prinz von Curland ⚭ Franziska Gräfin von Maltzan
      - Karl Prinz Biron von Curland (1811–1848) ⚭ Agnes Gräfin zur Lippe-Biesterfeld
      - Calixt Prinz Biron von Curland (1817–1882) ⚭ Prinzessin Jelena Mestscherskaja
        - Gustav Prinz Biron von Curland (1859–1941) ⚭ Françoise Levisse de Montigny de Jaucourt
          - Karl Prinz Biron von Curland (1907–1982), Kommendator und Ordensstatthalter des Johanniterorden[4] ⚭ Herzeleide Prinzessin von Preußen
            - Viktoria Benigna Prinzessin Biron von Kurland (* 1939) ⚭ 1968 Johannes Christoph Robert Freiherr von Twickel (* 1940)
            - Ernst Johann Prinz Biron von Curland (* 1940) ⚭ Elisabeth Gräfin zu Ysenburg-Philippseich

          - Friedrich Franz Prinz Biron von Curland (1910–1997; Präsident der Vereinigung der Deutschen Adelsverbände in Bonn)[5]

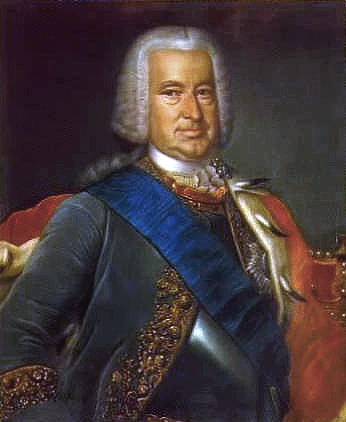
Ernst Johann von Biron, Herzog von Kurland und Semgallen
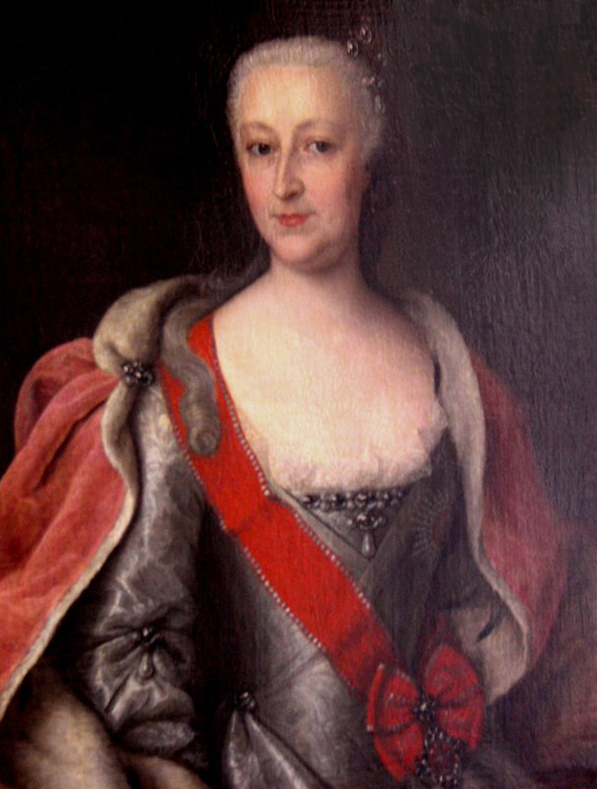
Benigna von Biron, Herzogin von Kurland, Gemahlin Ernst Johanns
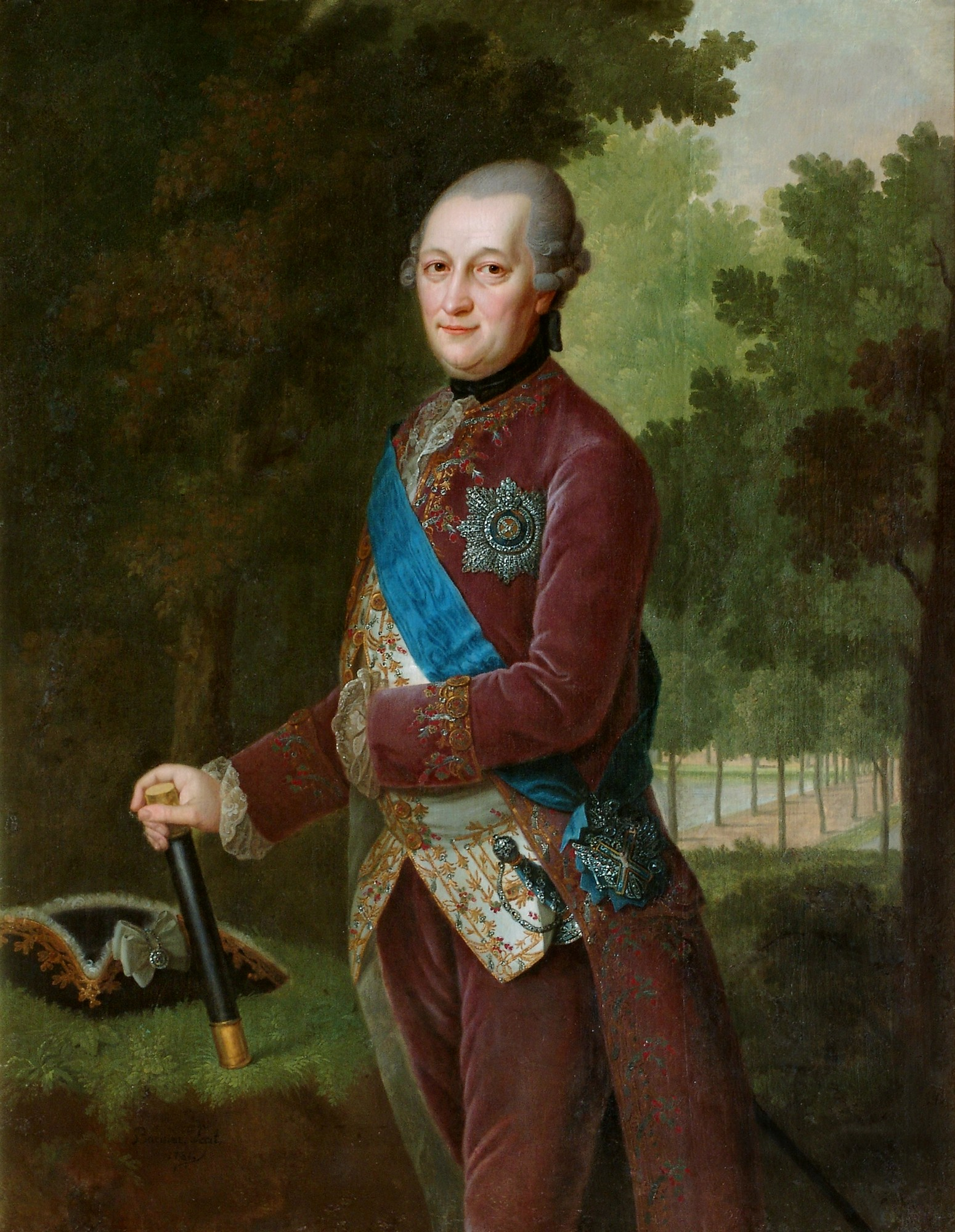
Peter von Biron, Herzog von Kurland und Semgallen, Herzog von Sagan
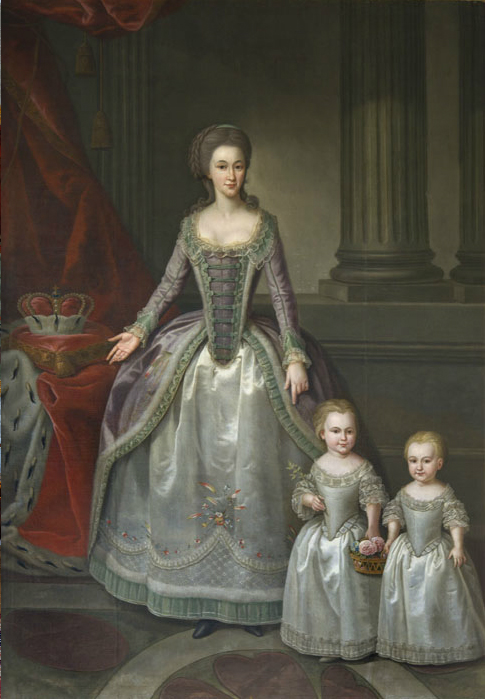
Dorothea von Kurland, Gemahlin Peters, mit ihren Töchtern Wilhelmine und Pauline
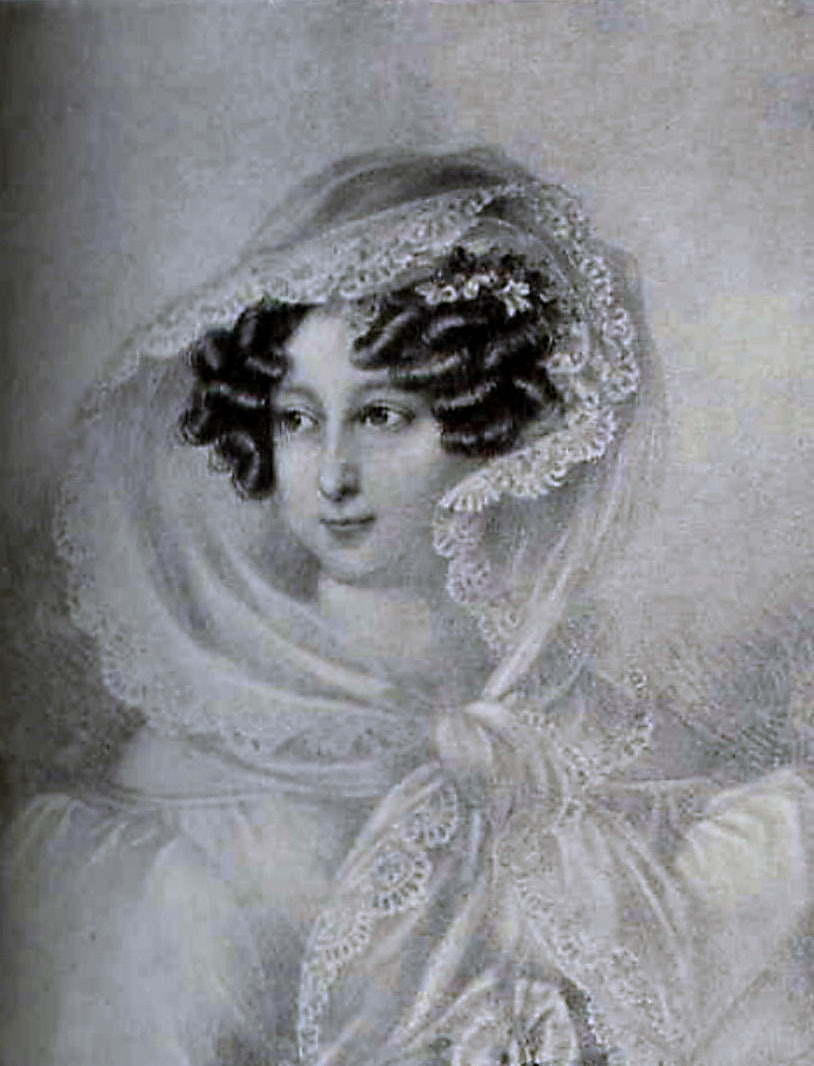
Wilhelmine Biron, Herzogin von Sagan
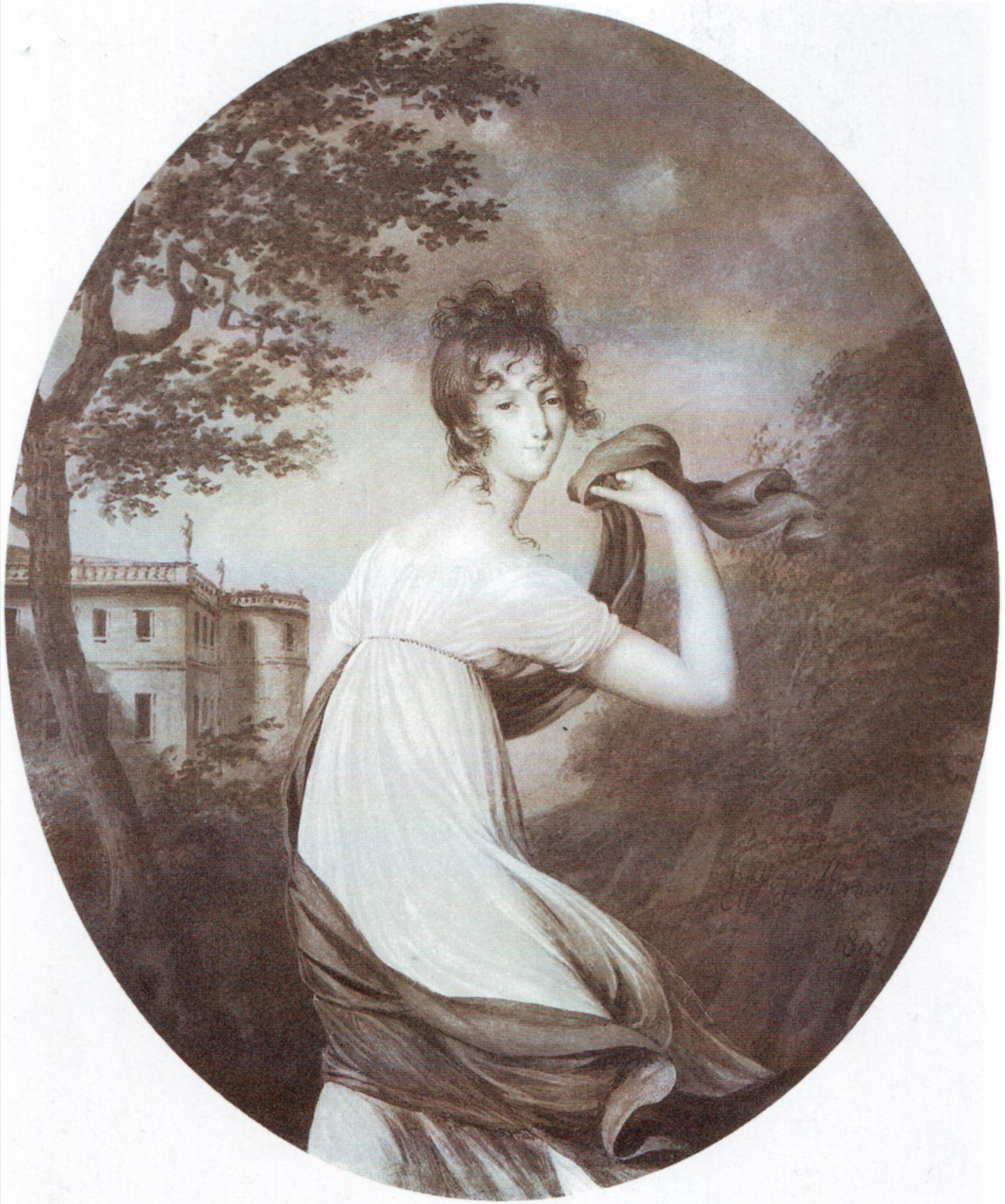
Pauline Biron, Fürstin von Hohenzollern-Hechingen, Herzogin von Sagan
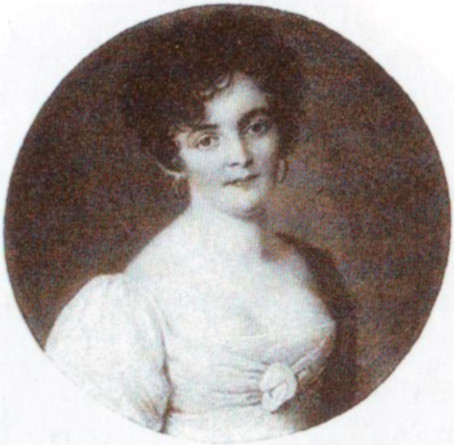
Johanna Biron, Herzogin von Acerenza, Fürstin von Belmonte
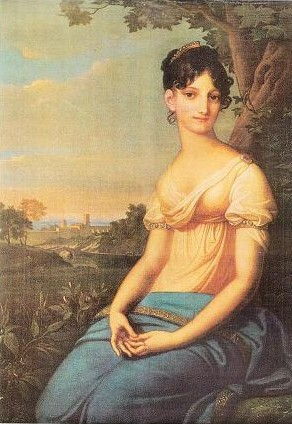
Dorothea Biron, Herzogin von Talleyrand-Périgord und Sagan
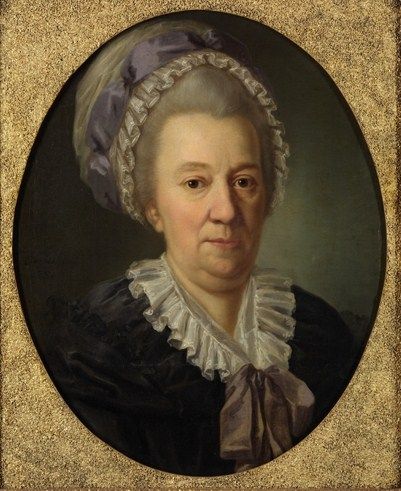
Hedwig Elisabeth von Biron, Baronin Tscherkassow

## Bauten und Erwerbungen
- 1734 Ernst Johann von Biron erwirbt die freie Standesherrschaft Groß Wartenberg in Niederschlesien (bis 1945 im Besitz der Familie).
- 1735 Baubeginn der Sommerresidenz Schloss Ruhenthal in Semgallen, Kurland.
- 1738 Neubau des herzoglichen Residenzschlosses in Mitau, Semgallen, Kurland.
- 1785 Peter von Biron erwirbt das Schloss Friedrichsfelde in Berlin (1799 wieder verkauft, nach Einbau des klassizistischen Festsaals)
- 1786 Peter von Biron erwirbt das Herzogtum Sagan in Niederschlesien.
- 1787 Peter von Biron erwirbt die Herrschaft Deutsch Wartenberg in Niederschlesien.
- 1788 Peter von Biron erwirbt die Herrschaft Nettkow in Niederschlesien und das Palais Kurland in Berlin.
- 1792 Peter von Biron erwirbt die Herrschaft Nachod mit den zugehörigen Schlössern Nachod und Ratiborschitz in Böhmen.
- 1794 Peters Gemahlin Dorothea erwirbt das Gut Löbichau in Thüringen und erbaut ab 1800 das neue Schloss. Zu ihrem „Löbichauer Musenhof“ gehörte auch Schloss Tannenfeld.
- 1798 Peter von Biron erwirbt die Herrschaft Chwalkowitz in Böhmen.

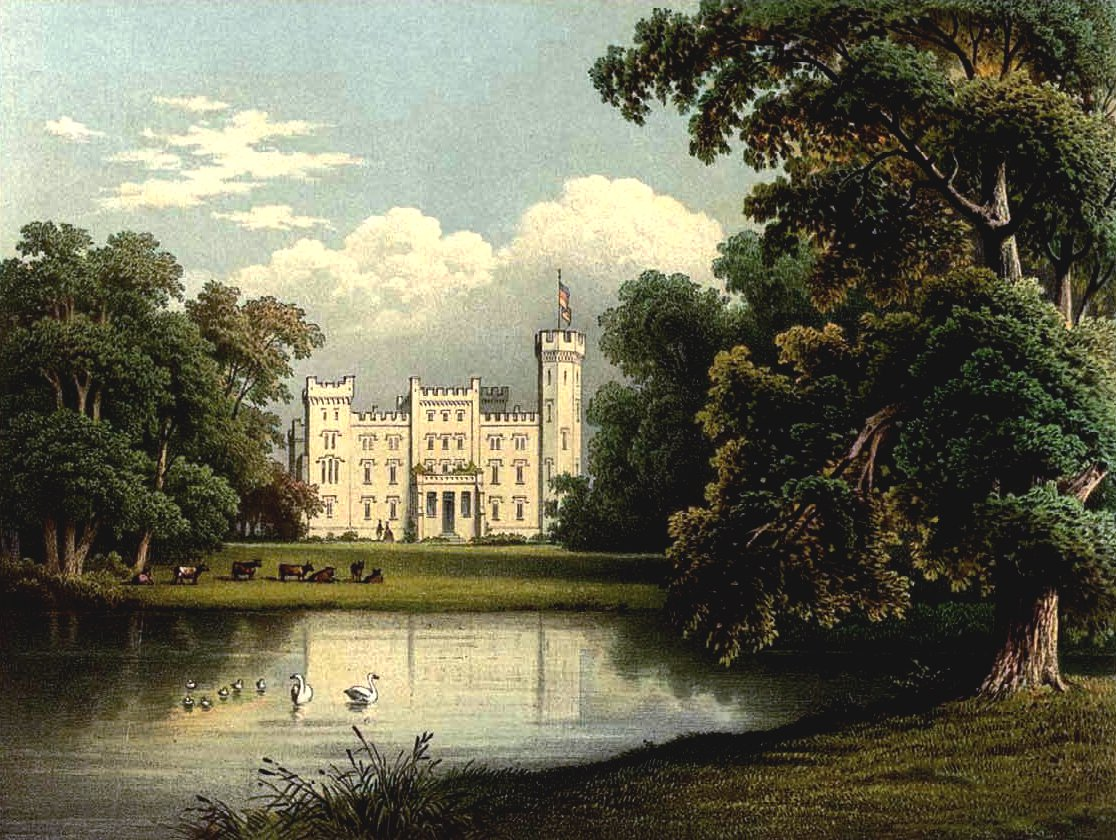
Schloss Groß-Wartenberg (Syców), Schlesien, um 1860
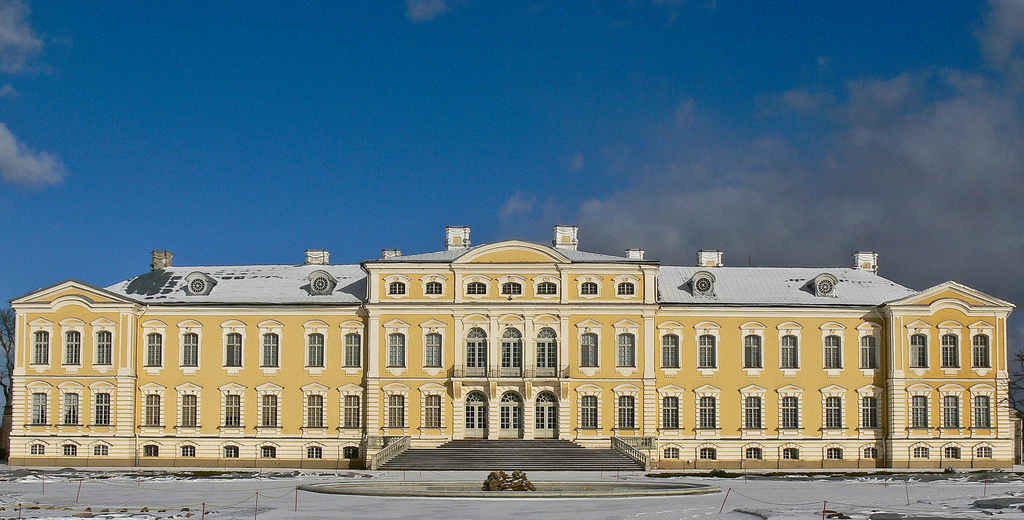
Sommerresidenz Ruhenthal (Rundāle), Semgallen
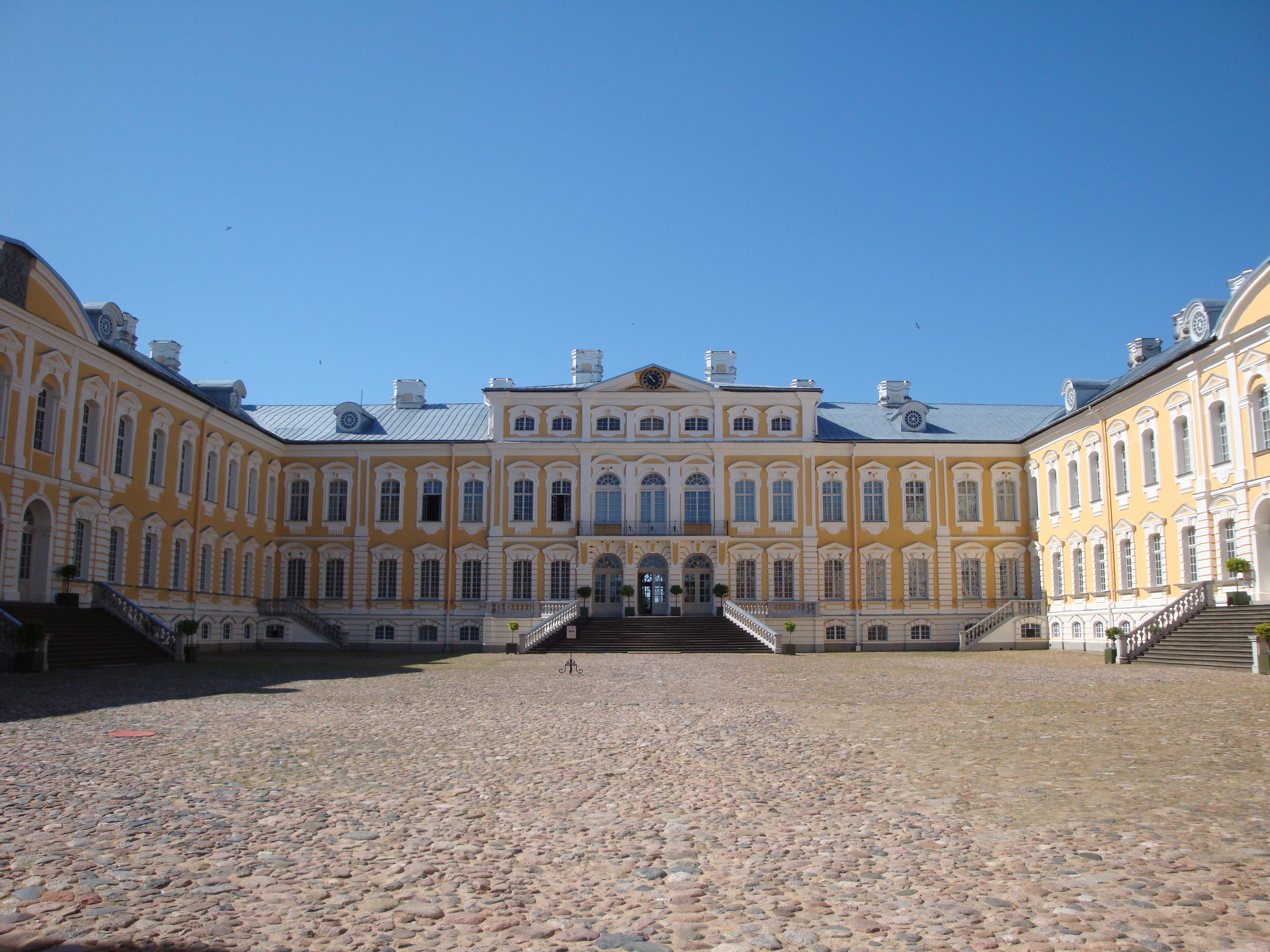
Rundāle
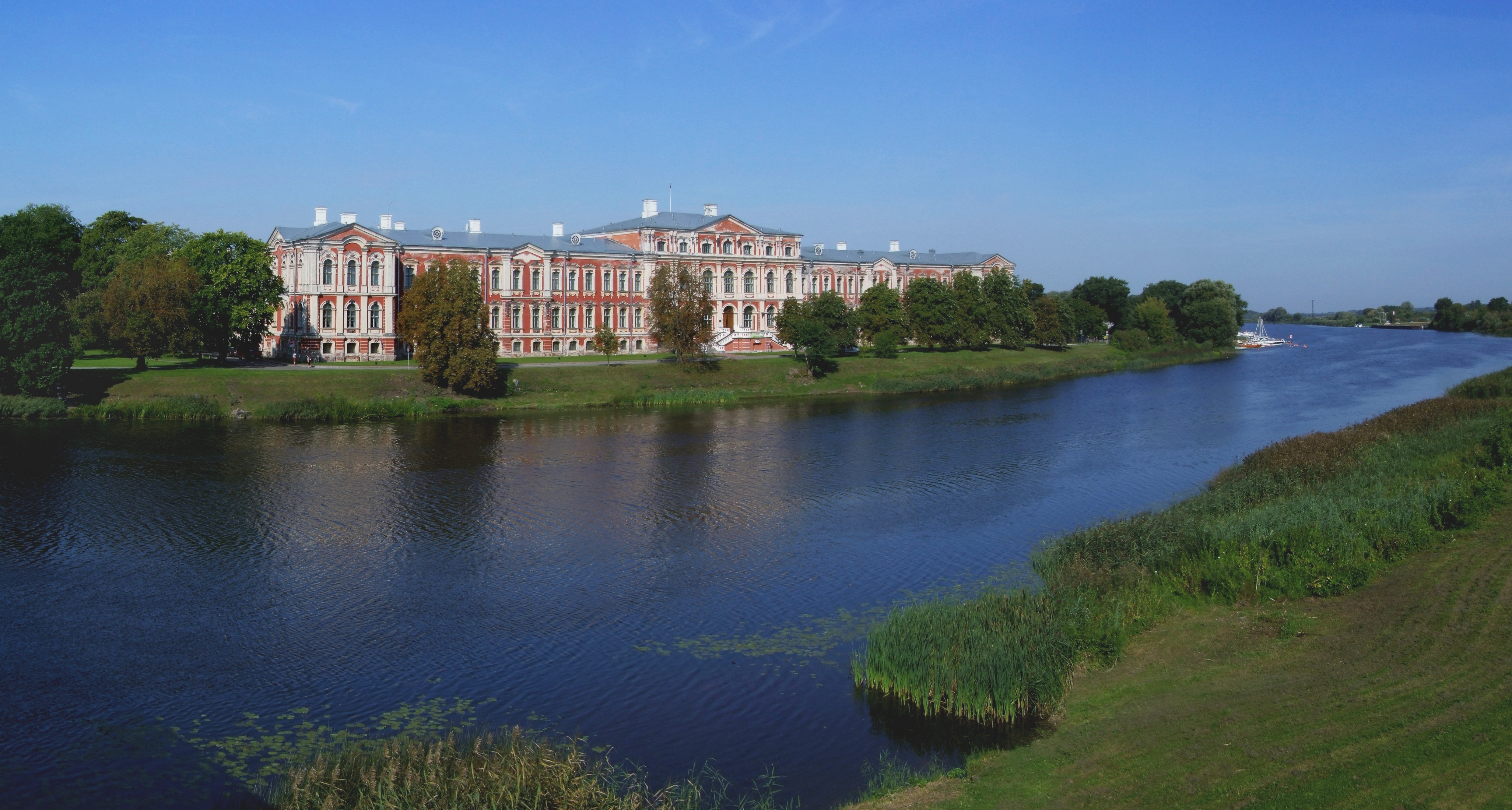
Residenzschloss Mitau (Jelgava), Semgallen
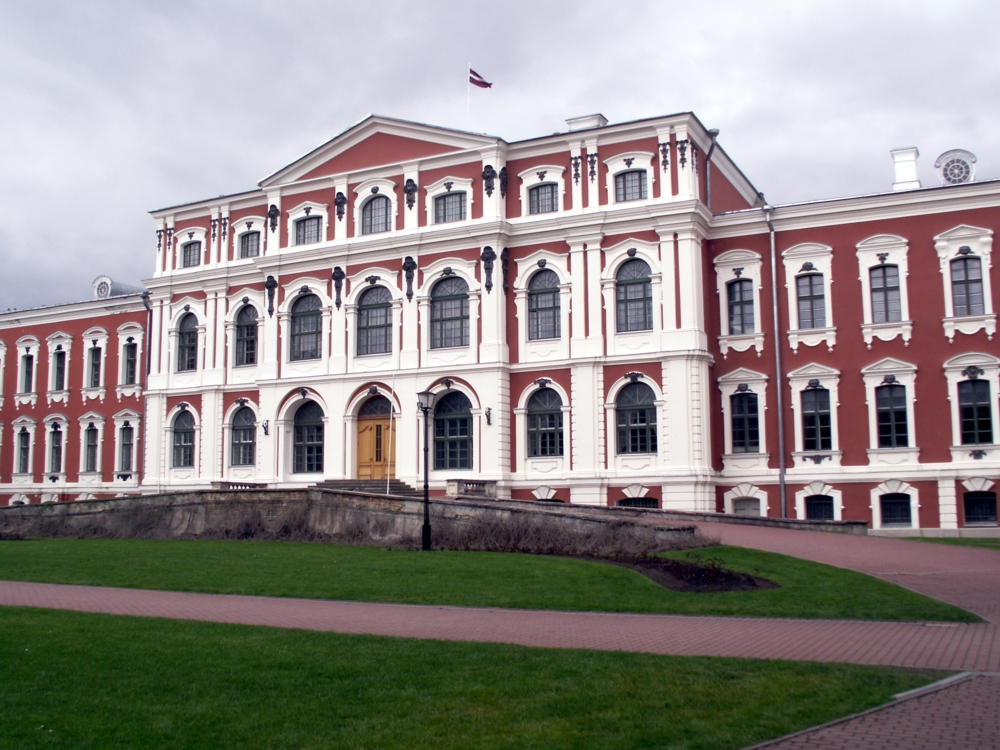
Jelgava
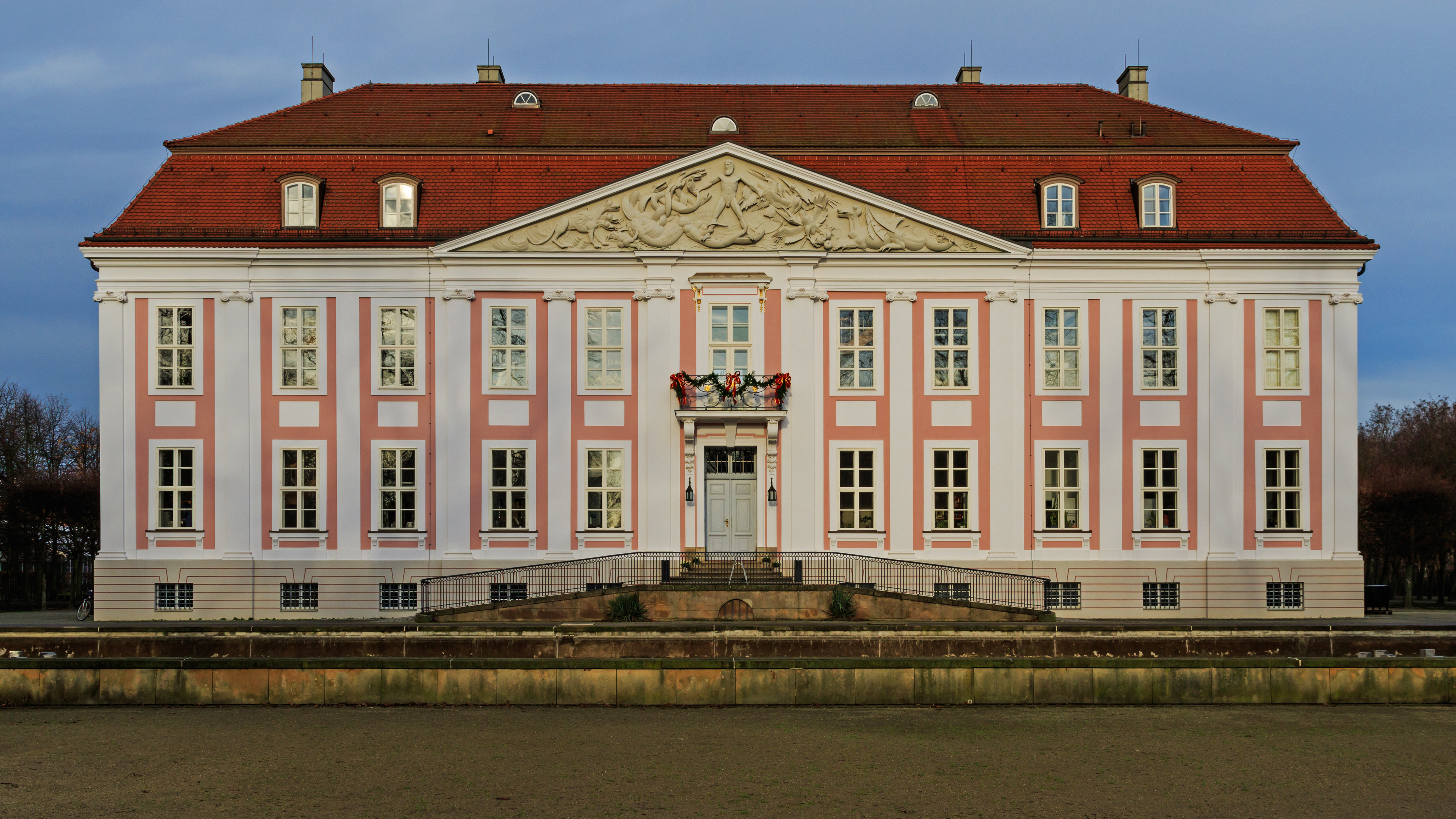
Schloss Friedrichsfelde in Berlin
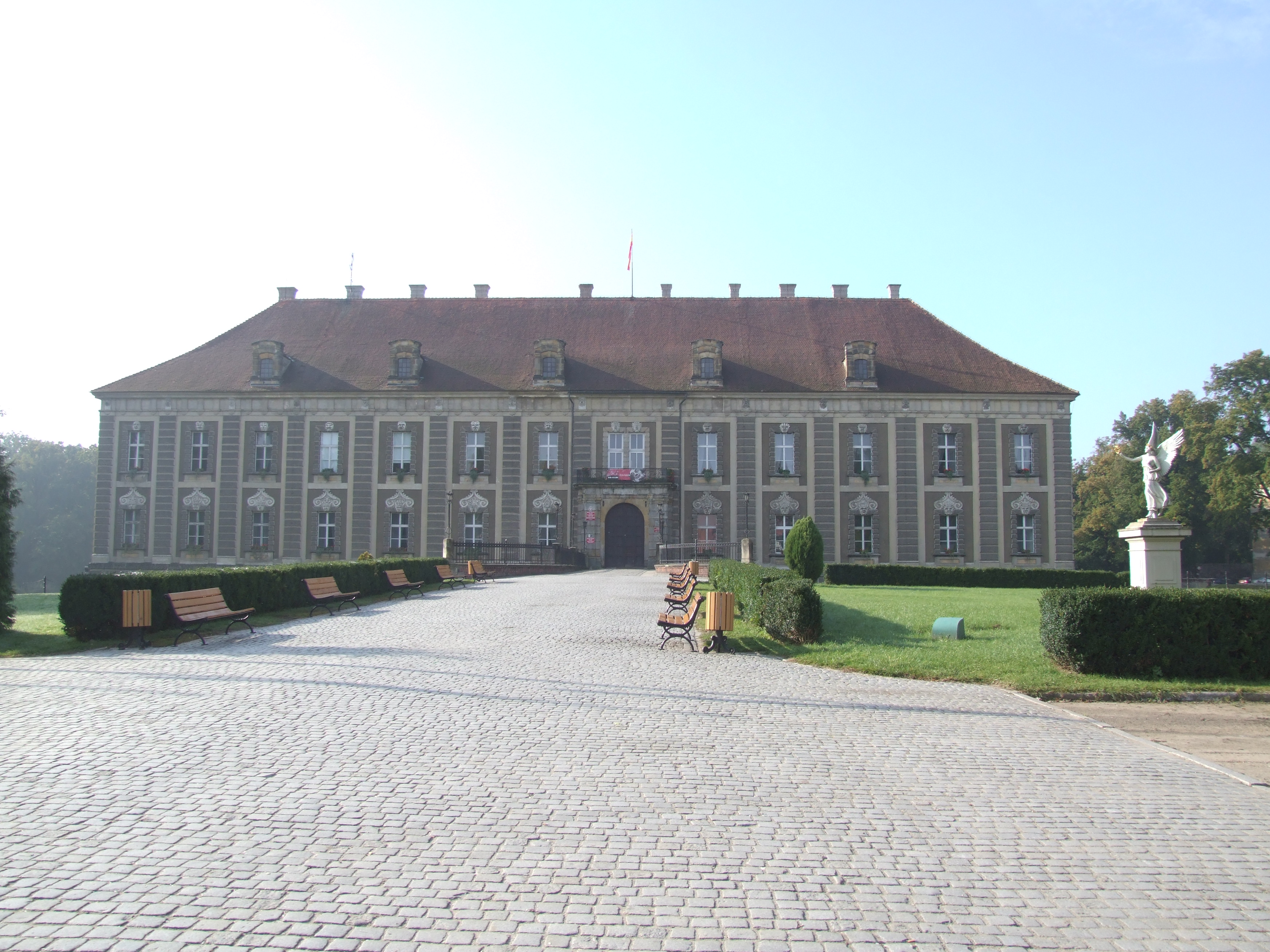
Schloss Sagan (Żagań), Schlesien
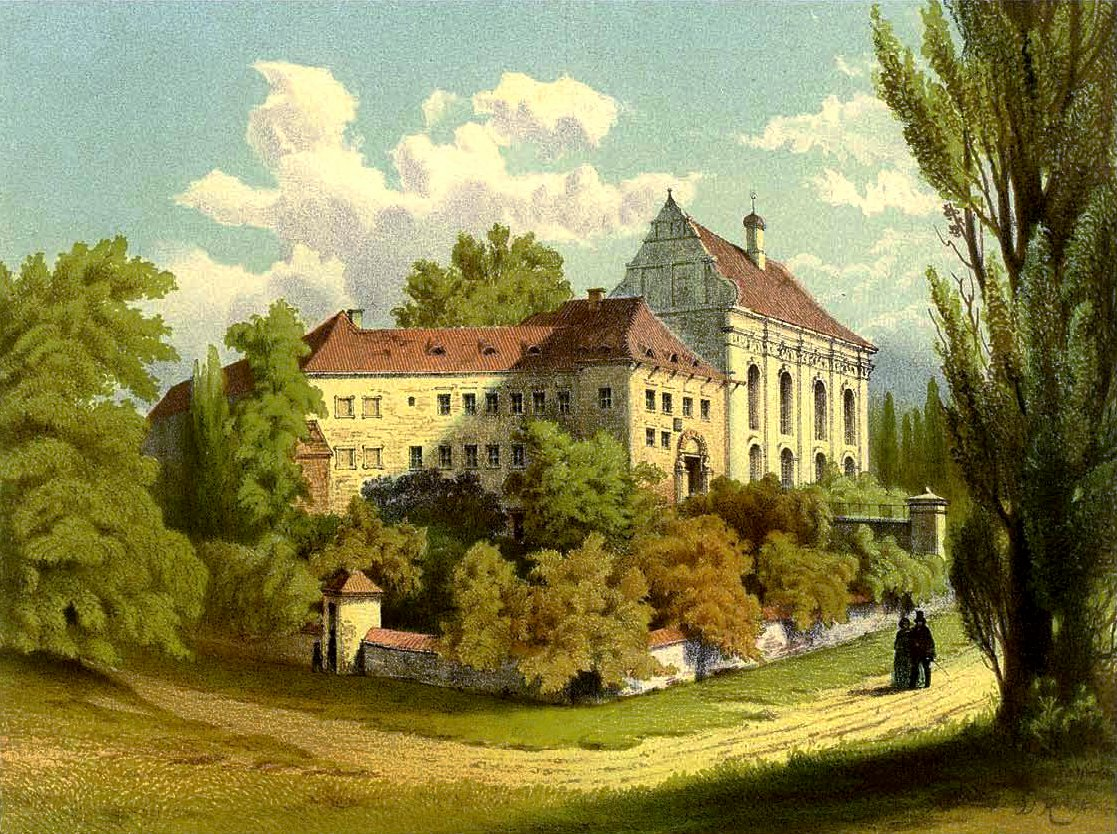
Schloss Deutsch Wartenberg (Otyń), Schlesien
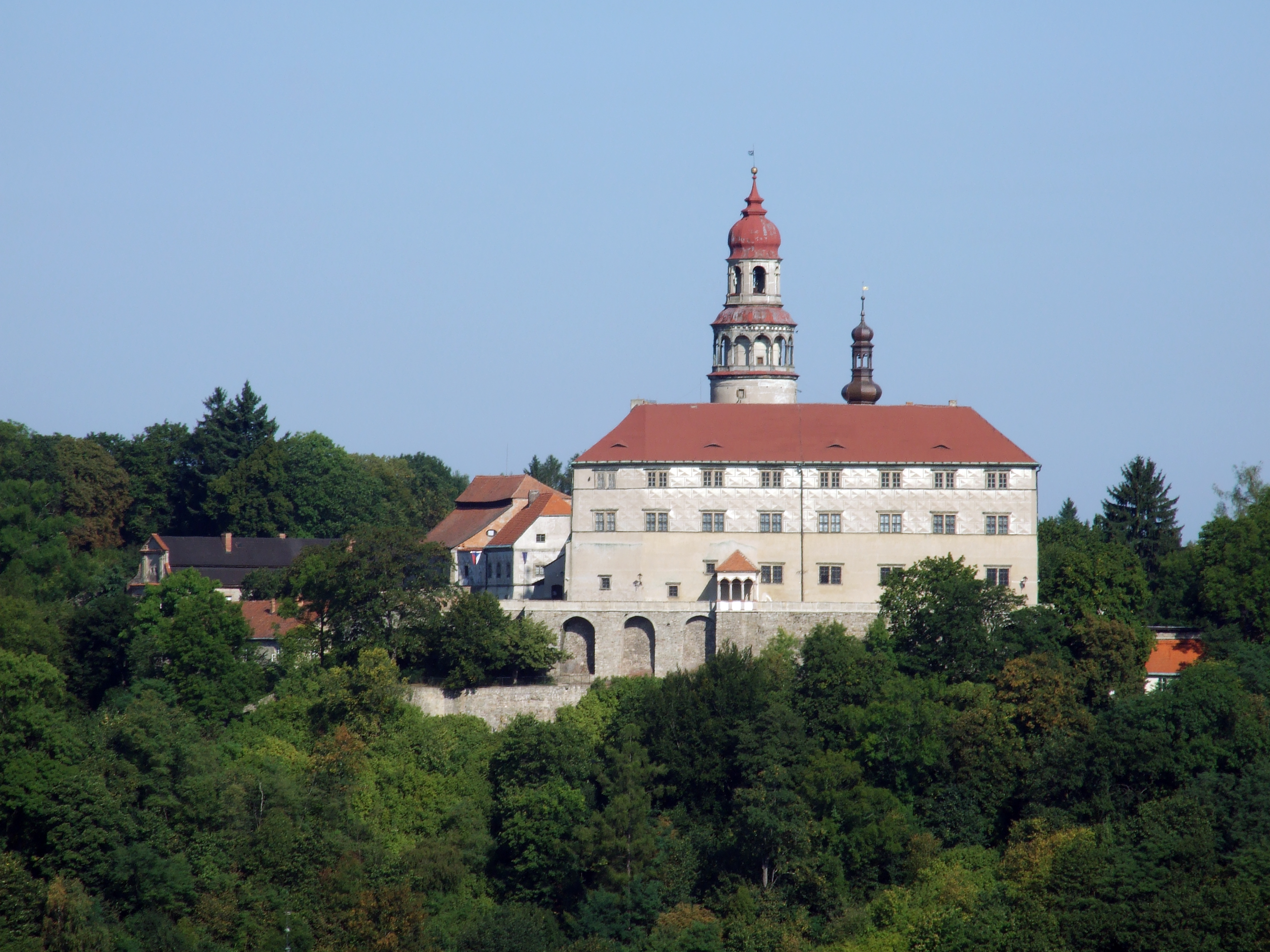
Schloss Nachod (Náchod), Böhmen
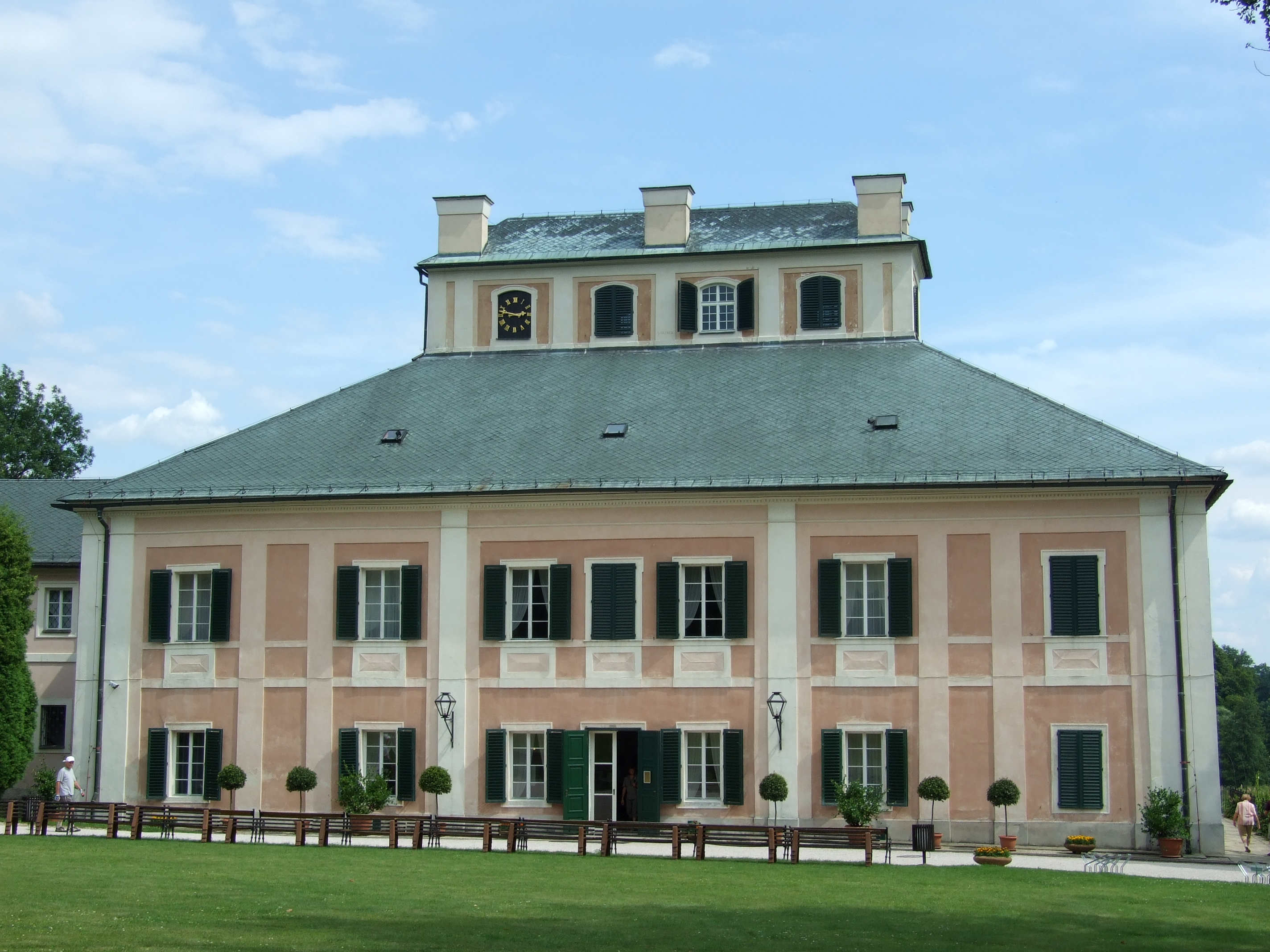
Schloss Ratiborschitz (Ratibořice)
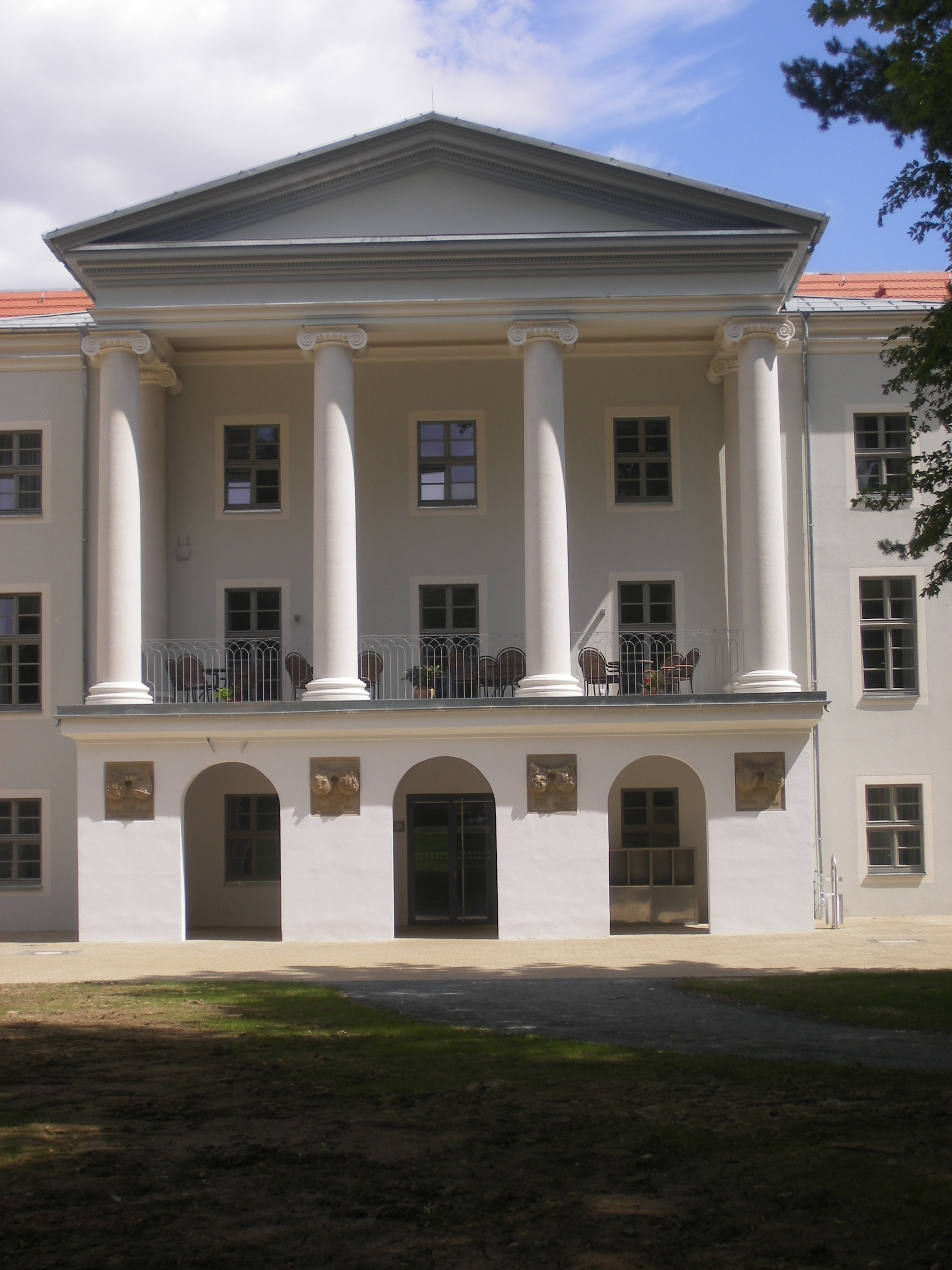
Schloss Löbichau, Thüringen
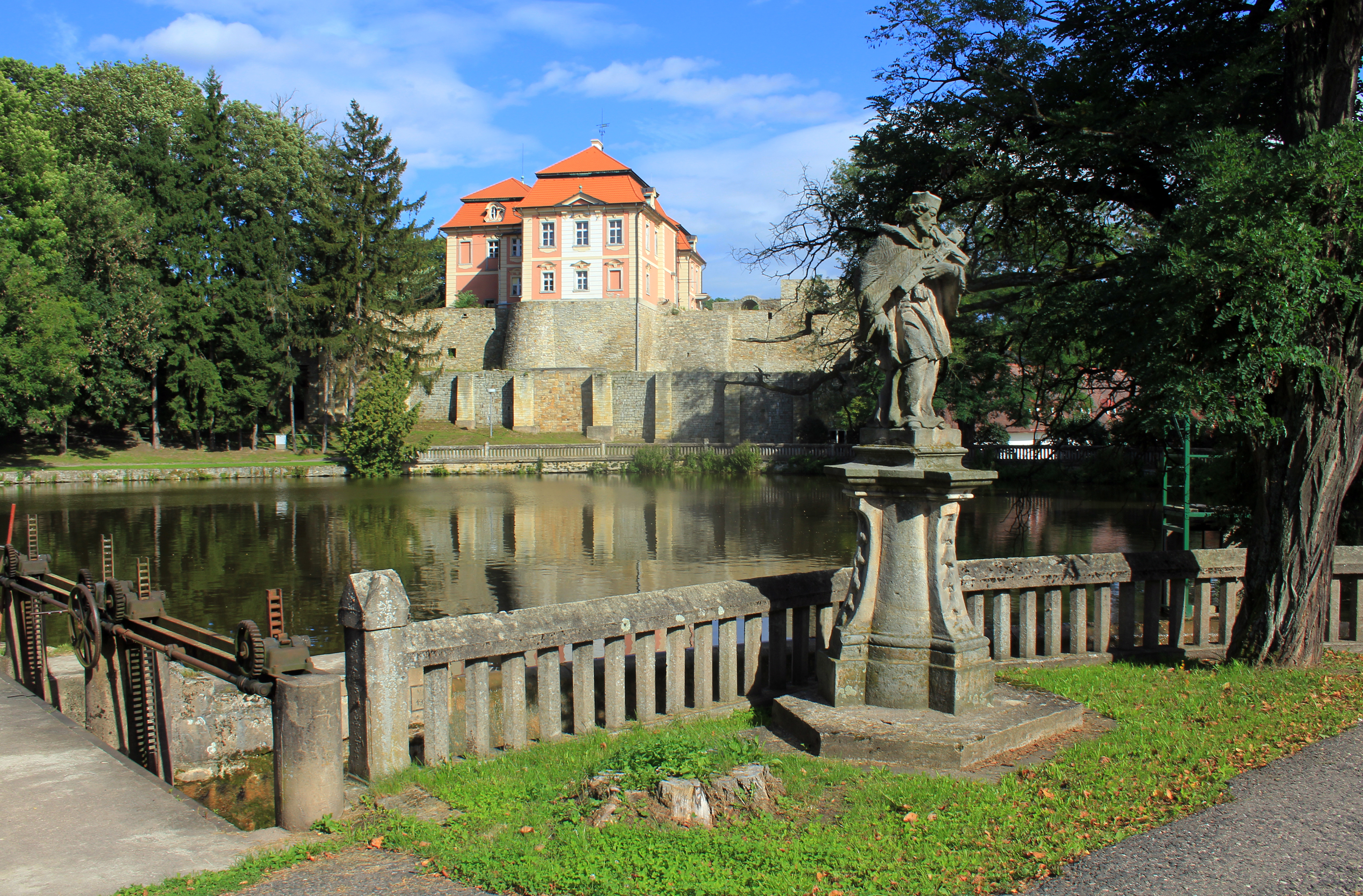
Schloss Chwalkowitz (Chvalkovice v Čechách), Böhmen

### Genealogie
- Gotha, (Auszug):
  - Gothaischer Genealogischer Hofkalender nebst diplomatisch-statistischem Jahrbuch auf das Jahr 1825. Justus Perthes, Gotha 1824; 105. Jg., 1867, S. 150–151; 106. Jg., 1868, S. 152–154; 126. Jg., 1888, S. 271
  - Gothaisches Genealogisches Taschenbuch der Fürstlichen Häuser (Hofkalender) 1942. Justus Perthes, Gotha 1941, S. 372–373.
- Hans Friedrich von Ehrenkrook, Jürgen von Flotow: Genealogisches Handbuch der Fürstlichen Häuser (GHdA) 1951, Band I, Band 1 der Gesamtreihe GHdA, C. A. Starke, Glücksburg/Ostsee 1951. S. 469–470. ISSN 0435-2408; weitere Ausgaben: 14, 70, 85, 124 der Gesamtreihe GHdA, Limburg an der Lahn, ISBN 978-3-7980-0824-3.
- Calixt Prinz Biron von Curland: Die Geschichte des Hauses Prinz Biron von Curland. Chronik eines Landes und einer Familie. Doyen Verlag, Chisinau 2010, ISBN 978-3-8417-0003-2.

### Sekundärliteratur
- Christian Friedrich Hempel: Merckwürdiges Leben Des Unter dem Namen eines Grafens von Biron Weltbekanten Ernst Johann Gewesenen Regenten des Russischen Reichs, auch Herzogs, in Liefland, zur Curland und Semgallien etc. Nathanael Saurmann, Bremen 1742. Digitalisat. (Geschichte Ernst Johann von Biron, Herzogs in Liefland, zu Curland und Semgallien. 1764. DNB)
- Dorit Bieber: Dorothea von Kurland und die Ihren. Eine Geschichte des Schlosses Löbichau, seiner Bewohner und seines Umfeldes. Hrsg. Förderverein Denkmalstiftung Altenburger Kulturlandschaft e. V., E. Reinhold Verlag, Altenburg 2021, ISBN 978-3-95755-071-2.